# Олексенко, Степан Степанович
Степа́н Степа́нович Оле́ксенко (укр. Степан Степанович Олексенко; 1941—2006) — советский, украинский актёр театра и кино. Народный артист СССР (1991). 

## Биография
Степан Олексенко родился 22 октября 1941 года в посёлке Михайловка (ныне город в Волгоградской области, Россия). По собственному признанию: «По-моему, я и родился актёром, во всяком случае, с детства меня в семье так и называли — вечно что-то придумывал, переодевался, разыгрывал близких».
Учась в театральном институте, снялся у Г. Козинцева в фильме «Гамлет». По словам актёра: «Счастьем было не только сниматься в „Гамлете“, но и представлять эту работу за рубежом. Благодаря моему Лаэрту я побывал в Италии — на премьере фильма в Милане».
В 1964 году окончил Киевский государственный институт театрального искусства имени И. К. Карпенко-Карого (ныне Киевский национальный университет театра, кино и телевидения имени И. К. Карпенко-Карого) (курс Л. А. Олейника).
С 1964 года — актёр Киевского украинского драматического театра имени И. Франко, где работал до конца жизни. По собственному признанию: «Заведение это между тем в начале 60-х было в ужасном состоянии, прозябало — ни зрителей, ни хорошей режиссуры…», однако его приход совпал с изменениями в театре: «К франковцам как раз пришел прекрасный режиссер Дмитрий Александрович Алексидзе. Мы с Мариной поступили в театр в 1964 году, а в 1965-м он поставил „Антигону“ Софокла — знаковый спектакль, прогремевший на весь Союз. Потом был „Уриэль Акоста“, „Дон Сезар де Базан“ — у меня пошли такие грандиозные роли!».
По словам журналиста Дмитрия Гордона, «во времена брежневского благоденствия он переиграл множество тогдашних „героев“, но в его исполнении они не казались картонными и ходульными».
В 2005 году в интервью сетовал на недостаточную востребованность как актёра: «В свое время я переиграл очень много ролей, а теперь… В Театре Франко до сих пор выхожу в „Мастере и Маргарите“ и в „Царе Эдипе“, да ещё в Русской драме занят в спектакле „Милый лжец“. В кино, к сожалению, не появлялся давно — впрочем, у нас его почти не снимают…».
Член Национального союза театральных деятелей Украины. Действительный член (академик) Академии искусств Украины (2004).
Умер 10 августа 2006 года в Киеве. Похоронен на Байковом кладбище.

### Семья
- Отец — Степан Антонович Олексенко (1904—1976), политический, хозяйственный деятель Украинской ССР.
- Жена — Марина Константиновна Герасименко (1941—2003), актриса. Народная артистка Украинской ССР (1985).
- Дочь — Александра Степановна Олексенко, актриса.

## Звания и награды
- Заслуженный артист Украинской ССР (1970)
- Народный артист Украинской ССР (1980)
- Народный артист СССР (1991) — за большие заслуги в развитии советского театрального искусства[2]
- Орден князя Ярослава Мудрого V степени (2001) — за выдающиеся заслуги перед Украинским государством в развитии театрального искусства, многолетний плодотворный творческий труд[3].
- Орден Дружбы (2003, Россия) — за большой вклад в развитие искусства и укрепление российско-украинских культурных связей[4]
- Премия Национального союза театральных деятелей Украины имени И. Гирняка (1999)
- Награда Киевского городского головы «Знак Почёта» (2001).

## Творчество

### Роли в театре
- «Мастер и Маргарита» по М. А. Булгакову — Мастер[5]
- «Моя профессия — синьор из высшего общества» Дж. Скарниччи и Р. Тарабузи — Леонид Папагато
- «Дон Сезар де Базан» Ф. Дюмануара и А. д'Эннери — Дон Сезар де Базан
- «Визит старой дамы» Ф. Дюрренматта — Иль
- «Антигона» Софокла — Гемон
- «Уриэль Акоста» К. Ф. Гуцкова — Уриэль Акоста
- «Ярослав Мудрий» И. А. Кочерги — Микита
- «Украденное счастье» И. Я. Франко — Михайло
- «Дядя Ваня» А. П. Чехова — Иван Войницкий
- «Санаторная зона» Н. Хвылевого — Анарх
- «Король Лир» У. Шекспира — Глостер
- «Царь Эдип» Софокла — Тиресий
- «Три сестры» А. П. Чехова — Вершинин

### Роли в кино
- 1956 — Суета (фильм-спектакль) — Пётр
- 1962 — Ярослав Галан — Оскар Уокерс
- 1964 — Гамлет — Лаэрт[6]
- 1964 — Я мыслю — Ярослав
- 1966 — Бесталанная (телефильм)
- 1967 — Десятый шаг — Перемытов
- 1967 — На Киевском направлении — Иван Остапович Славута
- 1969 — Падающий иней — Ганс
- 1970 — Для домашнего очага — офицер
- 1970 — Путь к сердцу — Мовчан
- 1972 — Софья Грушко — Семён Лихолай
- 1973 — Старая крепость (часть Комиссар Сергушин (1-3 серии)) — полковник
- 1973 — Страница дневника (фильм-спектакль) — Брага Макар Степанович
- 1974 — Кассандра (фильм-спектакль) — Долон
- 1975 — Фауст и смерть (телефильм)
- 1976 — Такая она, игра[6] — Бушуев
- 1976 — Солдаты свободы — старший лейтенант Пётр Величко
- 1977 — За пять секунд до катастрофы — Дымов
- 1978 — Две семьи (фильм-спектакль) — Роман
- 1978 — Море — Глеб Степанов
- 1979 — Дачная поездка сержанта Цыбули — немецкий офицер
- 1979 — Семейная драма (в киноальманахе Киевские встречи)
- 1980 — Платон мне друг — Платон
- 1980 — Красное поле — Тимофей
- 1980 — Поединок (фильм-спектакль)
- 1982 — Если враг не сдаётся… — эпизод
- 1985 — Пароль знали двое — Манцев
- 1985 — Мы обвиняем! — Кузьмин
- 1986 — Обвиняется свадьба — Константин Владимирович, судья
- 1986 — Дом отца твоего — Пётр
- 1986 — Мост через жизнь — Оскар Петрович
- 1987 — Всё побеждает любовь — капитан Бекетов
- 1988 — Дорога в ад — генерал Даниленко
- 1989 — Закон (фильм-спектакль) — Панас Михайлович
- 1990 — Война на западном направлении — следователь
- 1990 — Помещения в переулке (видео)
- 1991 — Убить «Шакала» — Геннадий Борисович Волобуев
- 1992 — В начале было слово (фильм-спектакль) — Святослав
- 1993 — Стамбульский транзит — Владимир Николаевич Петровский
- 2000 — Чёрная рада — Гвентивка

#### Озвучивание
- 1985 — Искупление — читает стихи Т. Г. Шевченко